# Conus nanus
Conus nanus é uma espécie de gastrópode do gênero Conus, pertencente à família Conidae.

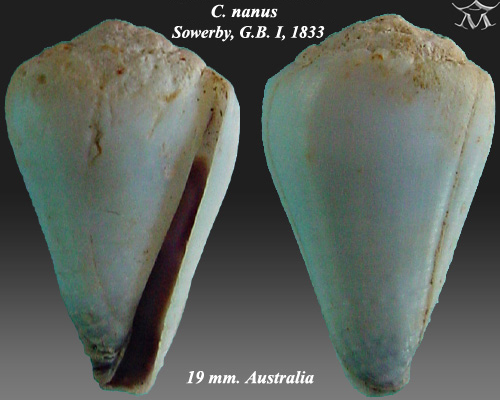
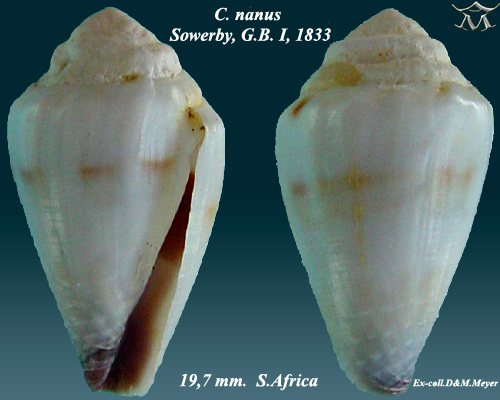